# Найвеличніше покоління
Найвеличніше Покоління, також відоме як Покоління G.I. або Покоління Другої світової війни, є демографічною групою, яка слідує за Втраченним Поколінням та передує Мовчазному поколінню. Це соціальне покоління зазвичай визначають як людей, народжених у період з 1901 по 1927 роки. На це покоління сильно вплинула Велика депресія, і саме воно становило основну частину військовослужбовців під час Другої світової війни. Більшість представників цього покоління є батьками Мовчазного покоління та покоління бебі-буму, а також дітьми Втраченого Покоління.

## Термінологія
Раннє використання терміна Найвеличніше Покоління відбулося у 1953 році генералом армії США Джеймсом Ван Флітом, який нещодавно пішов у відставку після служби у Другій світовій війні та командування Восьмою армією під час Корейської війни. Він сказав Конгресу: «Чоловіки Восьмої армії – це величезна сила, і я завжди казав, що це найвеличніше покоління американців, яких ми коли-небудь створювали». Термін набув популярності завдяки назві книги 1998 року американського журналіста Тома Брокау. У книзі Брокау розповідає про американських представників цього покоління, які досягли повноліття під час Великої депресії, брали участь у Другій світовій війні або сприяли воєнним зусиллям на батьківщині. Він писав, що ці чоловіки та жінки воювали не заради слави чи визнання, а тому, що це було «правильним вибором». Це покоління також називають Поколінням G.I. та Поколінням Другої світової війни.

## Дати та вікові межі
Pew Research Center визначає це покоління як народжених між 1901 і 1927 роками. Штраус і Гау використовують інший період: 1901–1924 роки. Першу половину цього покоління, народжену між 1901 і 1912 роками, іноді називають Інтербеллум-генерацією. Більшість ветеранів, які брали участь у Другій світовій війні, народилися у другій половині цього покоління (1913–1924). Старші члени Інтербеллум-генерації досягли повноліття наприкінці 1910-х років, тоді як більшість із них дорослішали в 1920-х і пережили перші роки Великої депресії (1929–1932).

## Характеристики

### Сполучені Штати

#### Юність

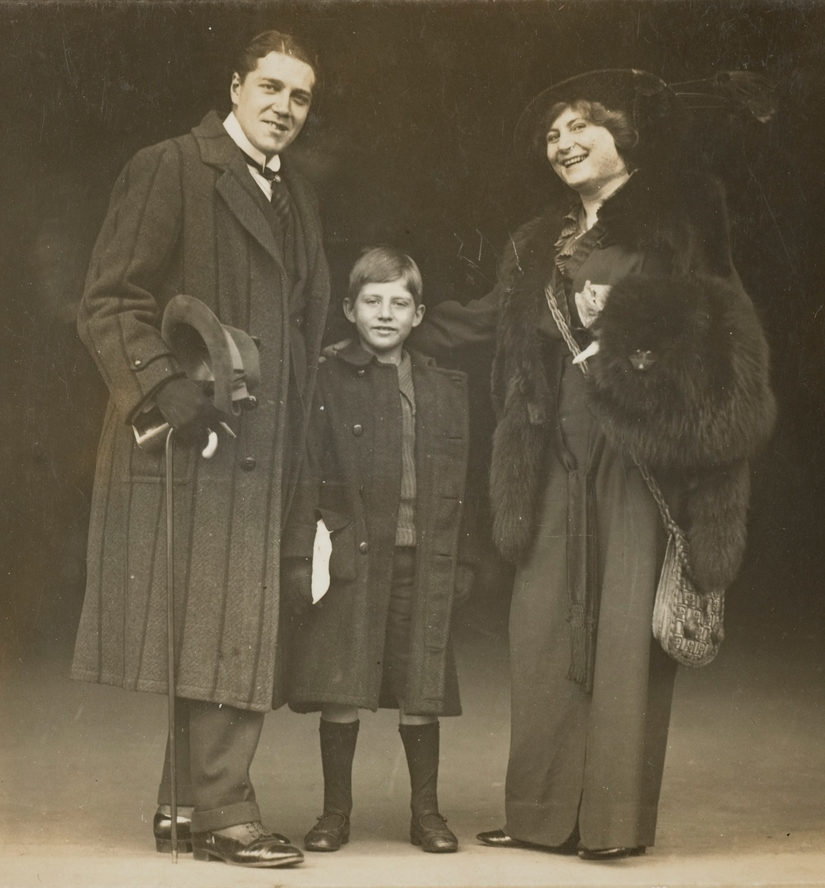
Сім'я Баклерів, 1914 рік

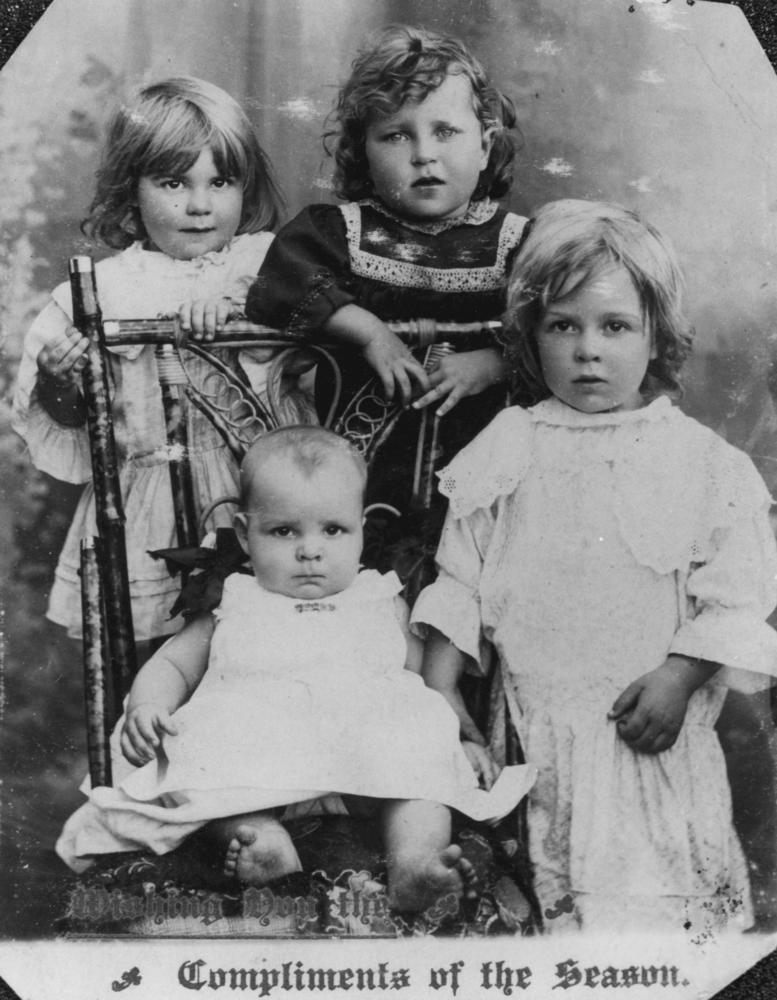
Портрет австралійських дівчат, приблизно між 1910 і 1920 роками

Члени цього покоління в США досягали повноліття в період з 1919 по 1945 рік. Вони були дітьми або народилися під час Прогресивної епохи, Першої світової війни чи Ревучих двадцятих — часу економічного процвітання та культурних трансформацій. Багато хто з них пережив пандемію іспанського грипу (1918–1920), а деякі, як Анна Дель Пріоре, навіть вижили після обох пандемій — іспанського грипу та COVID-19. Вони також були свідками стрімкого технологічного прогресу, такого як поява радіо, телефонів та автомобілів, а також зростання нерівності доходів і стрімкого економічного піднесення.
Незважаючи на труднощі, історики відзначають, що література, мистецтво, музика та кінематограф цього періоду переживали розквіт. Це покоління стало свідком того, що зазвичай називають "Золотою епохою Голлівуду". Багато популярних жанрів кіно, включаючи гангстерські фільми, мюзикли, комедії та фільми-монстри, приваблювали масову аудиторію. Велика депресія також значно вплинула на літературу та сприяла появі коміксів, які стали популярними серед представників цього покоління завдяки персонажам, таким як Док Севідж, Тінь, Супермен і Бетмен.
Окрім джазу, блюзу, госпелу та фолк-музики, серед цього покоління величезної популярності набув свінговий джаз. Через популярність музики тієї епохи це покоління також називають "Поколінням свінгу".[1] Радіо стало важливим чинником впливу на життя цього покоління, оскільки мільйони людей слухали "бесіди біля каміна" президента Франкліна Д. Рузвельта та отримували новини у спосіб, який раніше був недоступним.[2]

#### Велика депресія та Друга світова війна

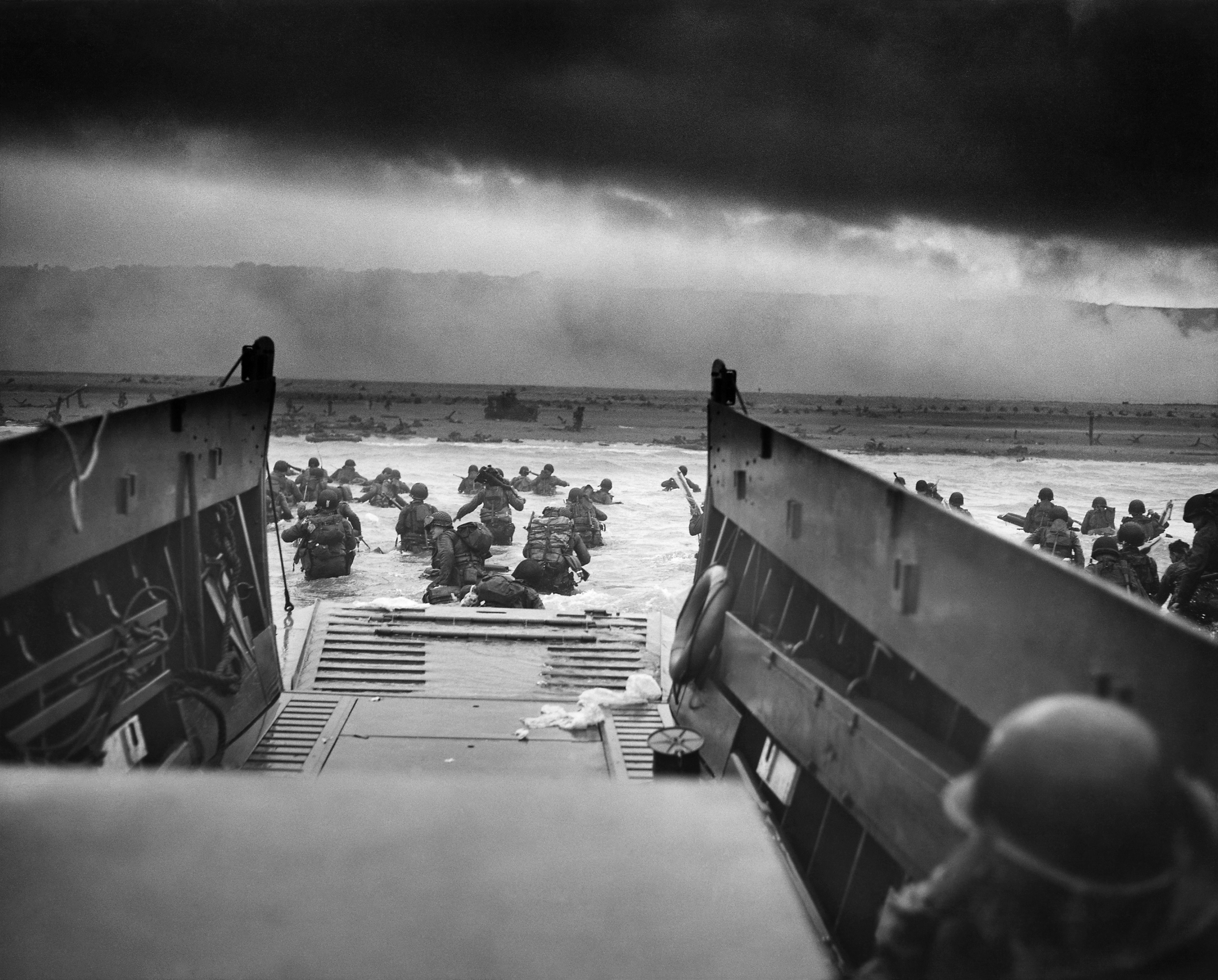
Американські військові висаджуються на пляжі Омаха 6 червня 1944 року

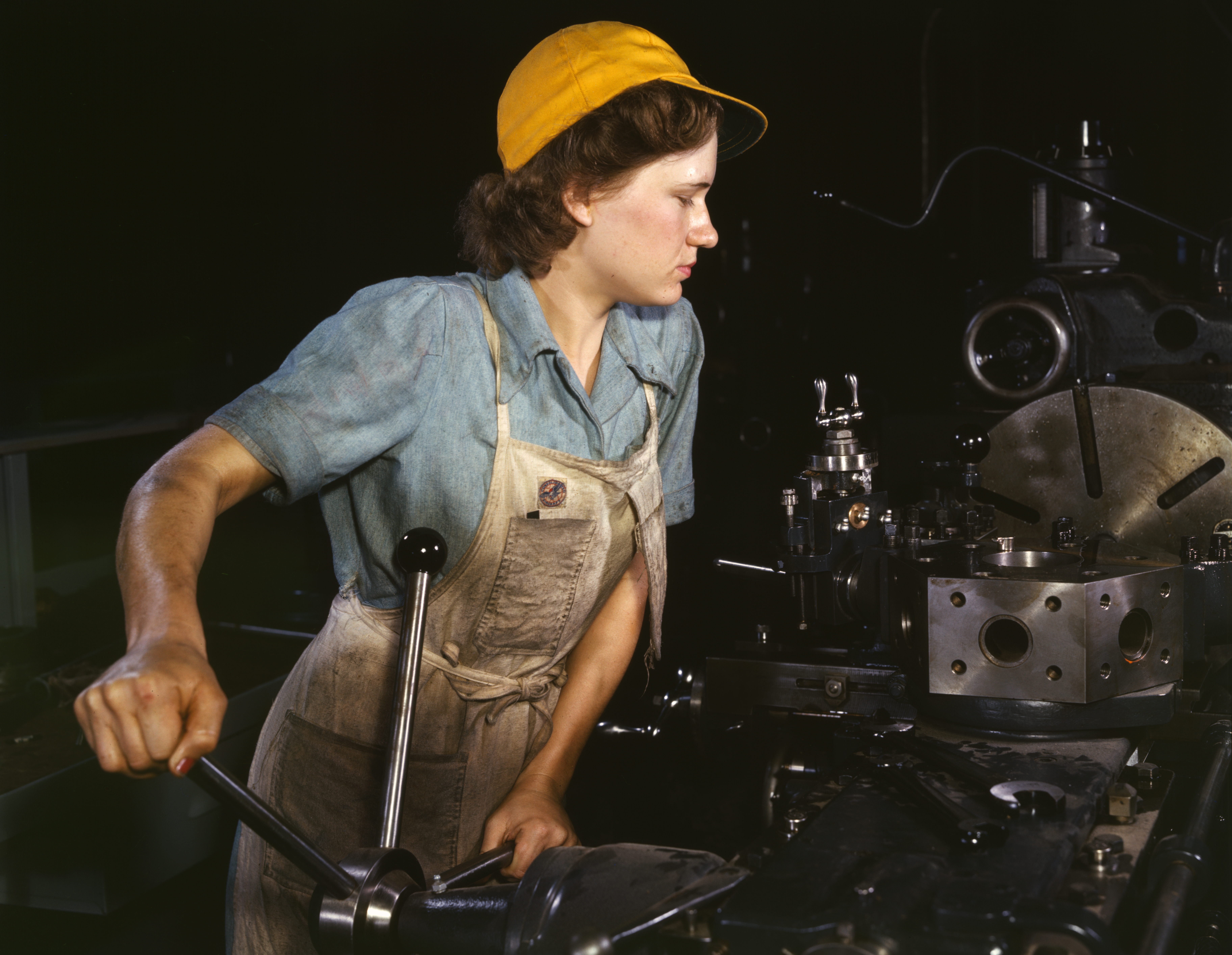
Жінка, яка працює на фабриці військових літаків у Форт-Ворті, Техас, 1942 рік. Під час війни мільйони американських жінок знайшли роботу в оборонній промисловості.

Більше 16 мільйонів американців цього покоління служили у Другій світовій війні, з яких 38.8% були добровольцями. Середня тривалість служби становила 33 місяці, а кількість втрат сягала 671,278 осіб.

#### Післявоєнний період
Після війни це покоління породило дітей на безпрецедентному рівні. У період з 1946 по 1964 рік народилося понад 76 мільйонів немовлят.[1] Завдяки субсидіям, наданим Законом про військовослужбовців (G.I. Bill), це покоління переїхало зі своїми родинами до передмість і здебільшого сприяло поширенню більш консервативного світогляду, оскільки країна зіткнулася з викликами Холодної війни. Деякі з них знову були призвані на службу під час Корейської війни разом із "Мовчазним поколінням". Перший представник цього покоління, обраний президентом США, Джон Ф. Кеннеді, розпочав космічну гонку проти Радянського Союзу, а його наступник, Ліндон Б. Джонсон, далі просував суперечливу політику "Великого суспільства".
Дослідник, професор соціології Глен Холл Елдер-молодший, відомий як одна з ключових фігур у розвитку теорії життєвого шляху, написав книгу "Діти Великої депресії" (1974), яка стала "першим лонгітюдним дослідженням покоління Великої депресії". Елдер вивчав 167 осіб, народжених у Каліфорнії в 1920–1921 роках, і "прослідковував вплив досвіду Великої депресії та військових років від раннього дитинства до середнього віку". Більшість цих "дітей Великої депресії" досягли значних

#### Відносини з пізнішими поколіннями
Це покоління зіткнулося з потрясіннями у стосунках зі своїми старшими дітьми-бебі-бумерами, коли ті дорослішали у 1960-х роках. Події, такі як війна у В'єтнамі, рух за громадянські права, скандал Вотергейт та культурний конфлікт між поколіннями, стали джерелом напруженості. Погляди, сформовані під час Другої світової війни, суперечили переконанням епохи В'єтнаму, коли багато представників старшого покоління намагалися зрозуміти загальну недовіру молоді до уряду. У той самий час частина старшого покоління підтримувала антивоєнні протести. Подібні, але менш виражені конфлікти мали місце у 1950-х роках між Поколінням міжвоєнного періоду та їхніми дітьми з "Мовчазного покоління".

#### Пізні роки і спадщина

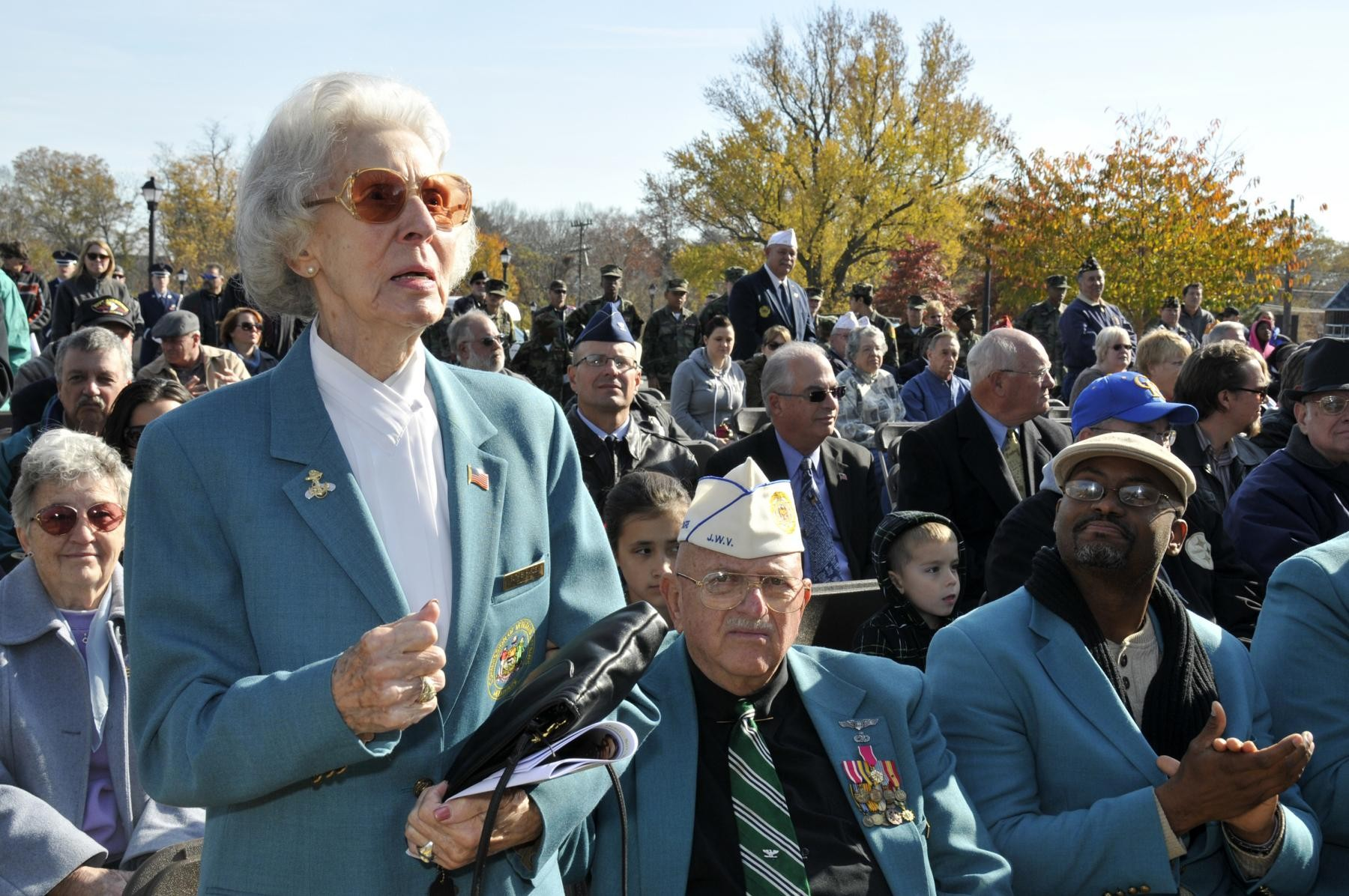
Ветеран ВМС США Рут Харден співає під час пісні « Anchors Aweigh » під час церемонії відкриття меморіалу жертвам Другої світової війни в Законодавчому залі в Дуврі, штат Делавер, 9 листопада 2013 року.

Згідно з дослідженням 2004 року, проведеним AARP, «у Сполучених Штатах проживає 26 мільйонів людей у віці 77 років і старше. Ці люди переважно консервативні в економічних (59%) і соціальних (49%) питаннях, і приблизно одна третина з них кажуть, що з віком вони стали більш консервативними в економічних, соціальних, зовнішньополітичних, моральних і правових питаннях. Понад 9 з 10 (91%) цієї вікової групи зареєстровані для голосування, і 90% проголосували на президентських виборах 2000 року».
Останнім представником цього покоління, який був обраний президентом, був Джордж Буш-старший (1989–1993), а станом на 2024 рік останнім вижившим президентом із цього покоління був Джиммі Картер (1977–1981). В останні роки це покоління познайомилося з постійним технологічним прогресом, таким як мобільні телефони та Інтернет.
Станом на 2024 рік близько 66 000 (менше 1%) із 16 мільйонів американців, які брали участь у Другій світовій війні, залишаються живими. Сучасні представники цього покоління або старше 90 років, або столітні.
Життя цього покоління є звичайним елементом популярної культури в західному світі  і ЗМІ, пов’язані з досвідом цього покоління, продовжують створюватися.  Дехто критикує романтизацію цього покоління.   Проте дехто також вихваляє риси та вчинки цього покоління та цитує їхні жертви як урок для нинішніх поколінь. 
Під час пандемії COVID-19 живі представники цього покоління постраждали від пандемії, наприклад майор Лі Вутен, який лікувався в лікарні від ковіду та одужав незадовго до свого 104-го дня народження у 2020 році; він помер у віці 105 років.  

### Великобританія
У Британії це покоління досягло дорослого віку, як і більшість західного світу, у період економічних труднощів унаслідок Великої депресії . Коли почалася війна в Європі, мільйони британських громадян приєдналися до військових зусиль у країні та за кордоном. Понад 6 мільйонів представників цього покоління брали участь у війні, 384 тисячі загиблих.  Вдома Бліц забрав життя тисяч і зруйнував цілі британські міста. Чоловіків і жінок цього покоління продовжують шанувати у Великій Британії, особливо в День перемоги . У 2020 році прем’єр-міністр Великої Британії Борис Джонсон порівняв це покоління з нинішніми поколіннями та висловив бажання, щоб вони продемонстрували «той самий дух національних зусиль» у зв’язку з пандемією COVID-19. 

### Німеччина

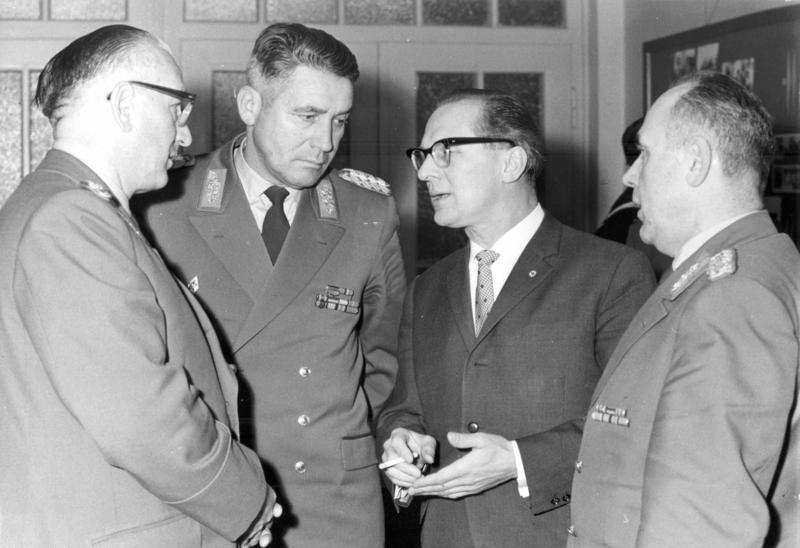
Лідер Східної Німеччини Еріх Хонеккер, комуніст німецького опору під час Другої світової війни, з генералами NVA Вальтером Алленштейном, Хайнцом Гофманом і Куртом Вагнером – перший колишній бойовик Roter Frontkämpferbund, другий – ветеран Інтернаціональних бригад громадянської війни в Іспанії, по-третє, колишній політичний в'язень в'язниці Вальдхайм.

Представники покоління Другої світової війни в Німеччині досягли повноліття після Першої світової війни та Німецької революції 1918–1919 років . Вони зіткнулися з економічними труднощами, пов’язаними з Великою депресією та Версальським договором, оскільки безробіття зросло майже до 40%. Потім Адольф Гітлер прийшов до влади, і багато хто з цього покоління приєднався до таких організацій, як Гітлерюгенд . У 1935 році Гітлер запровадив військову повинність. Під час війни майже 12,5 мільйонів представників цього покоління брали участь у війні, а 4,3 мільйона були вбиті або поранені.  До кінця війни загинули 5 мільйонів німців, у тому числі мирне населення. Німецькі міста й селища були зруйновані бомбардуваннями союзників. 12 мільйонів німців були біженцями, і багато з них були змушені оселитися в Радянському Союзі. Крім того, Голокост забрав життя мільйонів німецьких євреїв та інших. Після війни союзники розпочали денацифікацію та демілітаризацію післявоєнної Німеччини. Німецькі ветерани, які повернулися, побачили, що їхня країна розділена на чотири зони окупації; пізніше ставши Західною Німеччиною та Східною Німеччиною . На заході план Маршалла призвів до « Wirtschaftswunder », економічного буму, який спричинив зростання на 185% між 1950 і 1963 роками.  Уцілілі члени німецького покоління Другої світової війни пережили падіння Берлінської стіни та створення Європейського Союзу. На відміну від західних союзників і Радянського Союзу, Німеччина не вшановувала своїх ветеранів, оскільки в сучасній Німеччині продовжується асоціація з нацизмом . 

### Радянський Союз

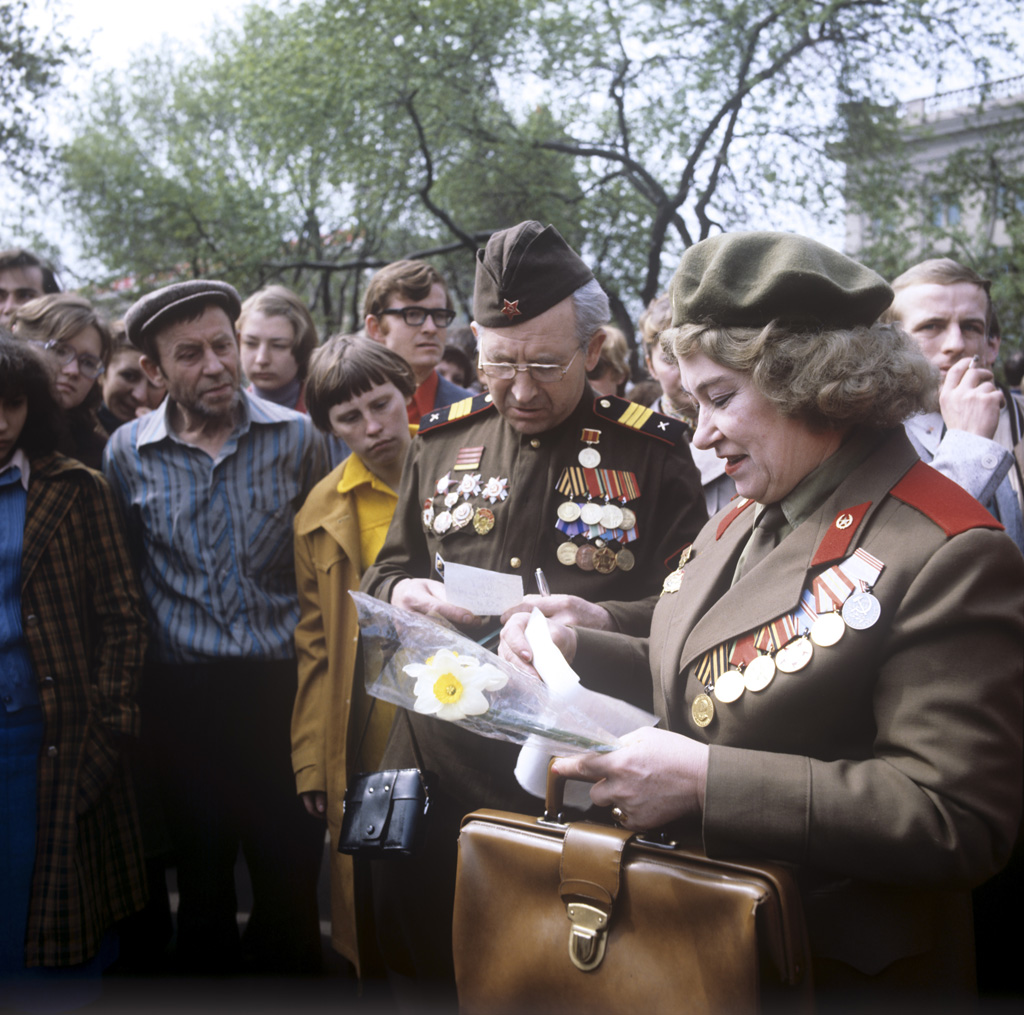
Червоноармійці Великої Вітчизняної війни Умар Бурханов і Тетяна Діденко обмінюються адресами в Москві в День Перемоги, 1979 рік.

У дитинстві члени цього покоління досягли повноліття під час приходу до влади Йосипа Сталіна . Вони пережили Голодомор, який забрав життя мільйонів людей. Покоління Радянського Союзу Другої світової війни було ще більше знищено війною. Сталінська політика випаленої землі залишила її західні регіони в стані спустошення, яке посилювалося наступаючою німецькою армією. СРСР втратив 14% свого довоєнного населення під час Другої світової війни, демографічний колапс, який мав би величезні довгострокові наслідки. Часто застосовувалася масова примусова праця, і від 10 до 11 мільйонів радянських чоловіків поверталися, щоб допомогти відбудувати територію разом із 2 мільйонами радянських дисидентів, ув’язнених у сталінських ГУЛАГах . Потім прийшла холодна війна і космічна гонка. Навіть у середині 1980-х близько 70% радянської промислової продукції було спрямовано на військові потреби, що стало одним із факторів її остаточного економічного краху . Члени цього покоління відомі як ветерани « Великої Вітчизняної війни », як-от поет Юрій Левітанський, який писав про жахи війни, та Василь Зайцев, герой війни, якого пізніше два роки ув’язнять як жертву післявоєнних подій. атмосфера параної. Сьогодні країни колишнього СРСР щорічно відзначають День Перемоги . Останнє опитування, проведене російським Левада-Центром, показує, що День Перемоги все ще залишається одним з найважливіших державних свят для росіян, його планують святкувати 65% опитаних. Але майже для третини людей (31%) це "державний громадський захід", а для ще 31% - "день пам'яті всіх колишніх радянських людей". Лише 16% опитаних визнають його в оригінальному контексті «днем пам'яті ветеранів». Переважна емоція, яку свято викликає у росіян (59% респондентів), - національна гордість, 18% - "сум", 21% - "і те, і інше". Для сучасних росіян конфлікт продовжує надавати населенню націоналістичний заклик. 

### Японія
Покоління Японії Другої світової війни виросло під час бурхливого імперіалізму . Один із представників цього покоління, Хірохіто, стане імператором у 1926 році, коли Японія вже була однією з великих держав . Майже 18 мільйонів представників цього покоління воювали б у Другій світовій війні та приблизно 3 мільйони, включаючи цивільних, будуть убиті або поранені . Японські міста, селища та села були зруйновані бомбардуваннями союзників. Намагаючись підготуватися до передбачуваного вторгнення союзників, японський уряд підготувався підпорядкувати це покоління «Операції Кецуго», у якій японське населення братиме участь у війні на виснаження .  Ветерани, які повернулися, виявили, що їхня країна окупована, і вони не отримували підтримки чи поваги. Члени цього покоління, що вижили, побачать, як Японія стане другою за величиною економікою світу до 1989 року.  Ветерани, що вижили, відвідують храм Ясукуні, щоб віддати данину пам’яті своїм полеглим товаришам. 
Навіть після поразки Японія досягне безпрецедентного процвітання завдяки таким підприємствам, як корпорація Sony (засновником якої є Акіо Моріта ), і культурному впливу, як у кіно Акіри Куросави .

## Подальше читання
- Олпорт, Алан. Демобірований: повернення додому після Другої світової війни (Yale University Press, 2009) у Великобританії.
- Баллард, Джек С. Шок від миру: військова та економічна демобілізація після Другої світової війни (1983) онлайн
- Додд, Ліндсі. «Розрив і перебудова французького сімейного життя під час війни: досвід і спадщина». Журнал історичного практикуму . том. 88. 2019 рік.
- Саммерс, Джулі. Stranger in the House: Women's Stories of Men Returning from the Second World War (Саймон і Шустер, 2009) онлайн .

### У Сполучених Штатах
- Альтшулер, Гленн і Стюарт Блумін. Законопроект GI: Нова угода для ветеранів (Oxford University Press, 2009). онлайн
- Беннетт, Майкл Дж. Коли мрії збулися: Законопроект про ГІ та створення сучасної Америки (Brassey's, 1996).
- Чайлдерс, Томас. Повернення солдата з війни: неспокійне повернення додому після Другої світової війни найкращого покоління (Гаутон Міффлін Харкорт, 2009) онлайн.
- Фрідль, Кетлін. The GI bill (Cambridge University Press, 2009). онлайн
- Гамбоун, Майкл Д. Найбільше покоління повертається додому: ветеран американського суспільства (Texas A&M University Press, 2005) онлайн
- Gambone, Michael D. Long Journeys Home: American Veterans of World War II, Korea, and Vietnam (Texas A&M University Press, 2017) онлайн.
- Меттлер, Сюзанна. Солдати громадянам: Законопроект про ГІ та становлення найкращого покоління (Oxford University Press, 2007) онлайн.
- Sparrow, John C. History of Personnel Demobilization in the United States (Department of Army, 1952; not copyright) 370pp; онлайн